# カール・ブルークマン
カール・ブルークマン (ドイツ語: Karl Brugmann、1849年3月16日 - 1919年6月29日) はドイツの言語学者で、印欧語学の指導的人物の一人。

## 経歴
1849年、ヴィースバーデンで生まれた。ハレ大学とライプツィヒ大学で学んだ。
卒業後は教員として故郷ヴィースバーデンとライプツィヒのギムナジウムで教えた。1872年から1877年までロシア古典文献学研究所の助手を務めた。1877年、ライプツィヒ大学の講師となった。1882年、同校の比較文献学教授となった。1884年、フライブルク大学での職を得て移籍したものの、1887年にゲオルク・クルツィウスの後任として再びライプツィヒ大学に戻った。以降、研究生活の大部分（1887年～1919年）をライプツィヒ大学のサンスクリットと比較言語学の教授として過ごした。

## 研究内容・業績
早くから、音韻法則の絶対性、厳密な研究手法を掲げる青年文法学派に与した。彼の仕事はベルトルト・デルブリュックとの共著Grundriss der vergleichenden Grammatik der indogermanischen Sprachen（印欧語比較文法の基礎、1886年 - 1893年）に結実した。